# 화산군 이연 신도비
화산군 이연 신도비(花山君 李渷 神道碑)는 서울특별시 서대문구에 있는 조선시대 영조 23년(1747) 화산군의 아들인 낙창군이 세운 비석이다. 1980년 6월 11일 서울특별시의 유형문화재 제41호로 지정되었다.

## 개요
화산군의 자는 여원, 호는 자이당으로 선조의 7남 인성군 이공의 손자이다. 부친은 해원군 이건이고 모친은 풍산 심씨인데, 해원군의 동생 해양군 이희와 광산 김씨 사이에 후사가 없자 그의 양자로 들어갔다. 어려서부터 부모를 효성으로 섬겼고, 양자로 들어간 뒤에도 두 집을 오가며 양가 부모를 지극히 섬겼다고 한다. 현종 2년 화산부정에 제수되었고, 이듬해 생부의 상을 당해서는 삼 년을 하루같이 하여 뼈만 앙상하게 남아 생명이 위태로울 정도였으며, 탈상 후에도 애모함이 지극하여 제사 때 손수 제기를 씻고 초상 때처럼 애통해 하여 모두들 그의 효성에 탄복했다고 한다.
현종 15년 왕이 승하했을 때 혼전의 향관에 제수되었고, 그 노고로 명선대부에 올라 도정에 제수되었다. 숙종 6년 인경왕후가 승하하자 다시 혼전 향관에 제수되었는데, 삼 년을 마치기 전 양부의 상을 당하였다. 탈상 후 왕은 특별히 품계를 올려주고 화산군에 봉하였다. 숙종 13년 생모의 상을 당해서도 생부의 상 때처럼 비통해 하였고, 두 아우와 함께 시묘하기를 밤낮으로 통곡하고 묘를 맴돌며 차마 내려오지 못하여 보는 이들을 감동시켰다고 한다. 탈상 후 도총부 부총관에 제수되었다. 숙종 26년 신경통을 앓아 여러 해를 끌다가 2년 뒤 윤6월 11일 향년 56세로 사망하였다. 그 해 8월 경기도 양주 가좌동의 선영 옆에 안장되었다. 영조 2년( 아들 낙창군 이탱의 공로로 현록대부 오위도총부 도총관에 증직되었고, 영조 22년 경연관 송인명의 건의로 특별히 효간이란 시호가 내려졌다. 자손으로는 밀양 박씨 사이의 밀창군 이직과 상주 황씨 사이의 낙창군 이탱·능창군 이숙의 삼형제를 두었는데, 모두 영조의 총애를 받아 정1품에 올랐다.
비는 1747년 아들 오위도총부 도총관 낙창군 이탱에 의해 세워졌다. 비문은 좌의정 송인명이 지었고 글씨는 화산군의 조카 오위도총부 도총관 서평군(西平君) 이요(李橈)가 썼으며, 전서(篆書) 제목은 낙창군 이탱이 썼다. 비문 글씨는 조선초기 이래 유행되던 조맹부(趙孟頫) 풍을 따랐다. 비는 귀부(龜趺)·비신(碑身)·개석(蓋石)을 갖춘 것으로 조선중기 이래의 석비 양식을 잘 따랐다. 특히 크기가 강조된 귀부 머리의 힘찬 조각과 개석에 표현된 용마루와 공포(栱包, 기둥과 처마 사이의 짜임)의 섬세한 조각이 뛰어나다. 신도비 바로 옆에는 문인석(文人石) 하나가 있는데, 네모진 신체에 앳된 얼굴, 형식화된 옷주름 등에서 18세기 문인석의 특징을 잘 보여준다.

## 참고 자료
- 화산군이연신도비 - 국가유산청 국가유산포털